# Plaza de Gabriel Miró
 (mai 2025).
Si vous disposez d'ouvrages ou d'articles de référence ou si vous connaissez des sites web de qualité traitant du thème abordé ici, merci de compléter l'article en donnant les références utiles à sa vérifiabilité et en les liant à la section « Notes et références ».
 (mai 2025).
La mise en forme du texte ne suit pas les recommandations de Wikipédia : il faut le « wikifier ».
Les points d'amélioration suivants sont les cas les plus fréquents. Le détail des points à revoir est peut-être précisé sur la page de discussion.
- Les titres sont pré-formatés par le logiciel. Ils ne sont ni en capitales, ni en gras.
- Le texte ne doit pas être écrit en capitales (les noms de famille non plus), ni en gras, ni en italique, ni en « petit »…
- Le gras n'est utilisé que pour surligner le titre de l'article dans l'introduction, une seule fois.
- L'italique est rarement utilisé : mots en langue étrangère, titres d'œuvres, noms de bateaux, etc.
- Les citations ne sont pas en italique mais en corps de texte normal. Elles sont entourées par des guillemets français : « et ».
- Les listes à puces sont à éviter, des paragraphes rédigés étant largement préférés. Les tableaux sont à réserver à la présentation de données structurées (résultats, etc.).
- Les appels de note de bas de page (petits chiffres en exposant, introduits par l'outil «  Source ») sont à placer entre la fin de phrase et le point final[comme ça].
- Les liens internes (vers d'autres articles de Wikipédia) sont à choisir avec parcimonie. Créez des liens vers des articles approfondissant le sujet. Les termes génériques sans rapport avec le sujet sont à éviter, ainsi que les répétitions de liens vers un même terme.
- Les liens externes sont à placer uniquement dans une section « Liens externes », à la fin de l'article. Ces liens sont à choisir avec parcimonie suivant les règles définies. Si un lien sert de source à l'article, son insertion dans le texte est à faire par les notes de bas de page.
- La présentation des références doit suivre les conventions bibliographiques. Il est recommandé d'utiliser les modèles {{Ouvrage}}, {{Chapitre}}, {{Article}}, {{Lien web}} et/ou {{Bibliographie}}. Le mode d'édition visuel peut mettre en forme automatiquement les références.
- Insérer une infobox (cadre d'informations à droite) n'est pas obligatoire pour parachever la mise en page.

Pour une aide détaillée, merci de consulter Aide:Wikification.
Si vous pensez que ces points ont été résolus, vous pouvez retirer ce bandeau et améliorer la mise en forme d'un autre article.
La place de Gabriel Miro, auparavant nommée Vistillas de San Francisco, Campillo de las Vistillas ou Las Vistillas, est une petite place paysagée dans le quartier de Palacio, de l'arrondissement Centre de Madrid, délimitée au sud par les rues de Don Pedro, de San Buenaventura et des Vistillas ; et au nord par la Cuesta de los Ciegos, la rue de la Morería et la rue de Yeseros,. La petite place est agrémentée par les jardins dessinés en 1932 par l'architecte Fernando García Mercadal et remodelés en 1945 par Manuel Herrero Palacio. Les jardins occupent la partie la plus élevée de la colline des Vistillas, sur deux plate-formes étagées.
En 1944, la place a été rebaptisée du nom de l'écrivain alicantin Gabriel Miro, bien qu'elle soit toujours connue par son nom populaire (place des Vistillas) depuis le XVIIe siècle. Elle est reconnue comme un des plus typiques belvédères dans le vieux Madrid, et souvent fréquentée lors des fêtes de san Isidro et La Paloma.

## Histoire
Dans le plan de Texeira de 1656, la place est indiquée comme les Vistillas de San Francisco ; et dans celui d'Espinosa de 1769 sous le nom de place des Vistillas. Alors qu'ils n'étaient que des bois et du terrain vague, ces terrains ont été cédés en 1662 par le Conseil de Madrid au duc de Infantado dont le palais était voisin. Pendant la deuxième moitié du XVIIe siècle et au début du XVIIIe siècle, ces terrains ont fait l'objet de réclamation, litige et achats entre la Ville et le Gardien de San Francisco, jusqu'à leur acquisition par les héritiers de la maison de l'Infantado et le duché d'Osuna, qui finalement érigèrent là le palais, la bibliothèque et l'armurerie de cette maison ducale, à peine séparée du campillo des Vistillas par le Corral des Oranges aujourd'hui disparu [2]. En 1887, la Mairie a acheté la maison ancienne d'Osuna (tout le pâté de maisons 127) pour pouvoir prolonger le tracé de la rue de Bailén ; une partie de ces terrains seront achetés au XXe siècle par le diocèse de Madrid-Alcalá pour y bâtir, entre 1902 et 1906, le Séminaire Concilier de Madrid dont l'entrée est au numéro 9 de la rue de san Buenaventura.
En dépit des propositions répétées que le doyen des chroniqueurs de la ville, Ramón de Mesonero Romanos, a fait tout au long de sa vie pour la conservation et l'aménagement des Vistillas,[9] pendant la décennie 1920, le campillo des Vistillas était un lieu habituel d'emplacement de marchés de produits alimentaires, surtout de melons. Dans l'un des immeubles de ce qui deviendrait la place de Gabriel Miro, situé entre les rues de san Buenaventura et la rue des Vistillas, le sculpteur Victorio Macho avait monté son atelier, qui sera ensuite occupé par le peintre Ignacio Zuloaga, et où se trouve un petit musée.

### Magies et légendes

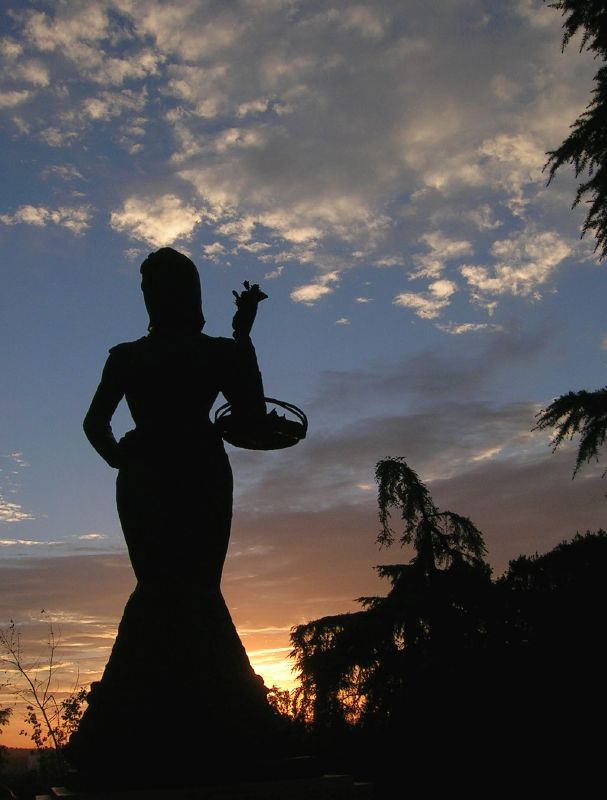
La silhouette au crépuscule du Monument à La Violetera, sur le campillo des Vistillas du siècle.

Pedro de Répide a recueilli avec humour quelques nouvelles du passé ‘paranormal’ du belvédère céleste solitaire que fut pendant des siècles la colline des Vistillas. C'est là que se réunissaient par les nuits de printemps de l'an 1886 un cercle de pèlerins dans l'espoir de voir le passage miraculeux de la Vierge, San Pedro et San Juan suivis d'un cortège d'anges, traversant le firmament depuis le côté du Guadarrama jusqu'à l'horizon du chemin de Tolède. Expérience fabuleuse qu'un demi-siècle plus tard répétaient les craintifs surveillants du passage de la comète de Halley et sa promesse d'une nouvelle fin du monde.

### Espace monumental
À la fin du XXe siècle et au début du xxie, la place et les jardins annexes ont été décorés de divers monuments: la statue urbaine de La Violetera, manola castillane et populaire, œuvre de Santiago de Santiago, qui a d'abord été exposée au carrefour de la rue d'Alcalá avec la Gran Via et qui a été déplacée à las Vistillas le 13 juin 2003 ; le monument et la fontaine consacrés à l'écrivain Ramón Gómez de la Serna, auteur de la sentence, entre proverbe et greguería, « Madrid est n'avoir rien et tout avoir » ; et un buste du peintre basque Ignacio Zuloaga, qui habita un jour la place,.